# Parc national de Nambung
Le parc national de Nambung est situé  dans la région de Weatbell, à 162 km au nord-ouest de Perth, capitale de l'Australie occidentale. Il abrite le désert des Pinacles, zone parsemée de milliers de formations calcaires : les pinacles.

## Site et situation
Le parc est à 17 km au sud de la petite ville côtière de Cervantes (en). 

## Histoire
Le parc tire son nom Nambung d'un mot australien indigène signifiant  tordu ou sinueux. Le mot a été utilisé pour la première fois en 1938 pour nommer la rivière Nambung qui se jette dans le parc et disparaît dans un système de grottes à l'intérieur du calcaire.  Les aborigènes Yueds sont les gardiens traditionnels reconnus de cette région avant l'arrivée des Européens. 

## Faune et flore
On trouve des plantes à fleurs dans les basses landes. Au bord du lac Thetis (en), on découvre des  stromatolithes, structures construites par des micro-organismes, en particulier des cyanobactéries. Certains des thrombolites fossilisés ont été datés à 3,6 milliards d'années.

## Renseignements pratiques
Le centre de découverte du désert de Pinacles présente des expositions sur la géologie des formations de pinacles et les valeurs de patrimoine culturel et naturel de la région. 

### Accès et transports
L'accès peut se faire par la route en 2h à partir de la ville de Perth. Le parc est bordé à une dizaine de kilomètres par la route 60. 
Le parc n'est pas accessible en transport en commun. 

### Tourisme
Outre le désert de Pinacles, le parc intègre les plages de Kangaroo Point et Hangover Bay, ainsi que des dunes côtières.

## Galerie

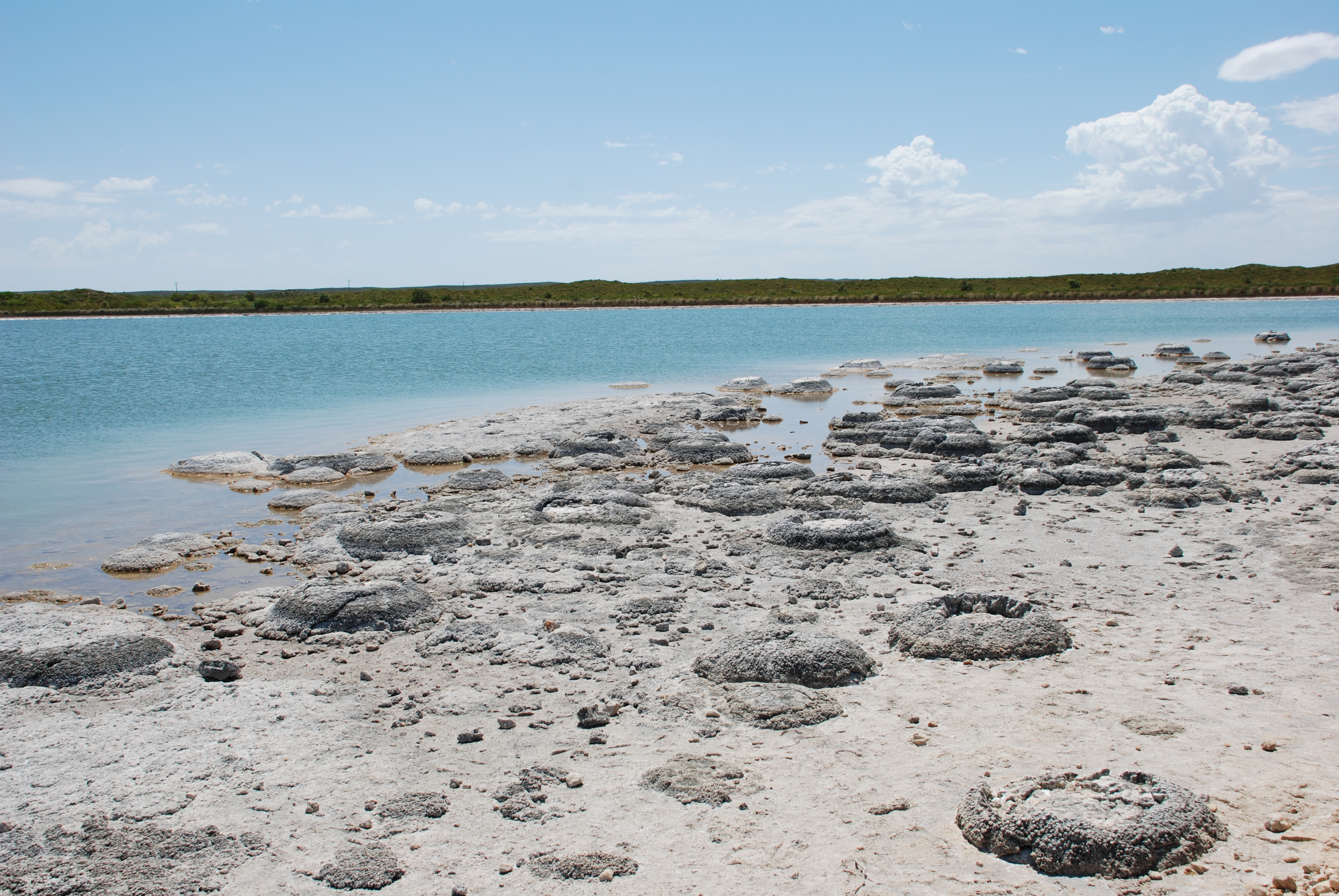
Stromatolithes en bord du lac Thetis
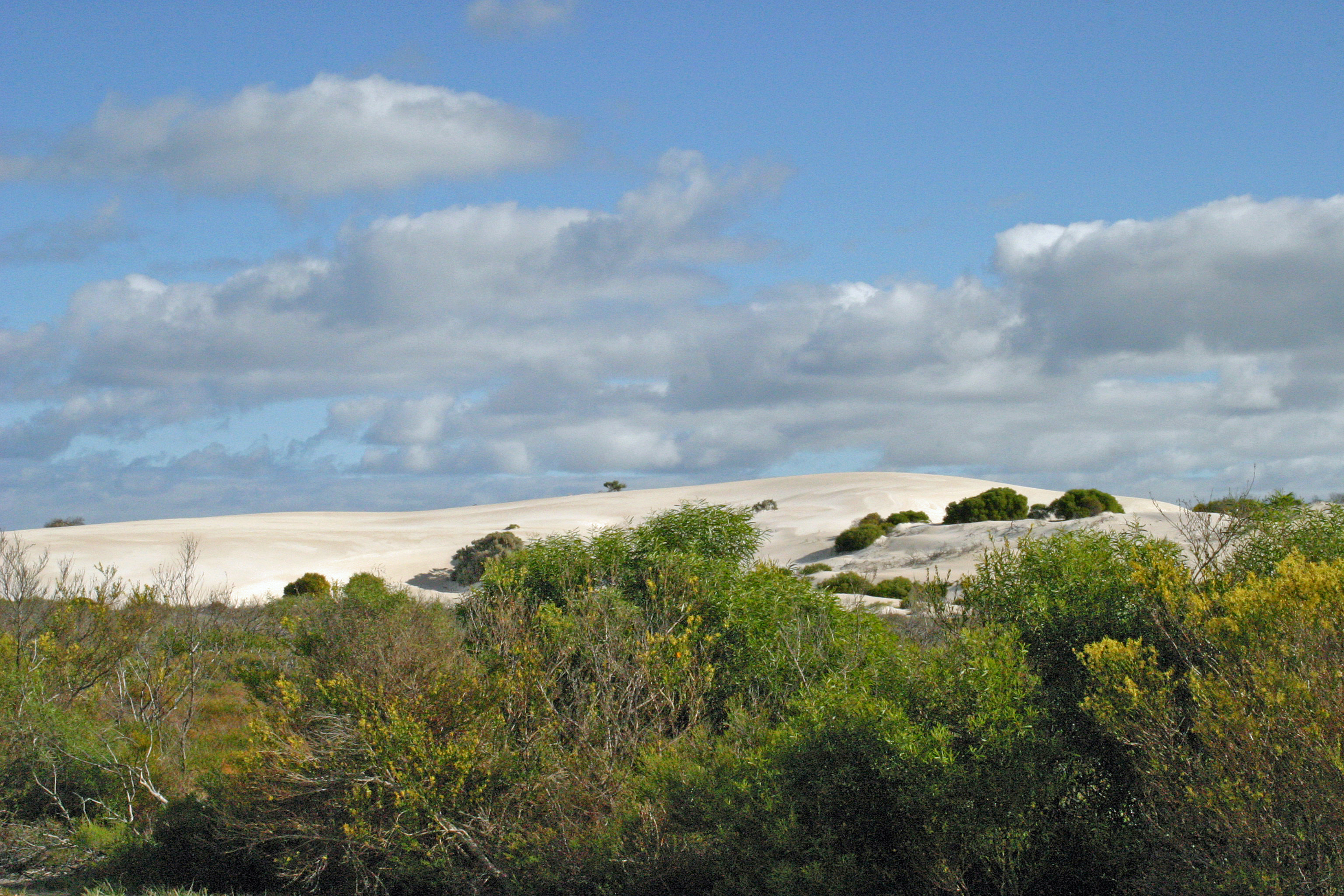
Dunes près de Cervantes
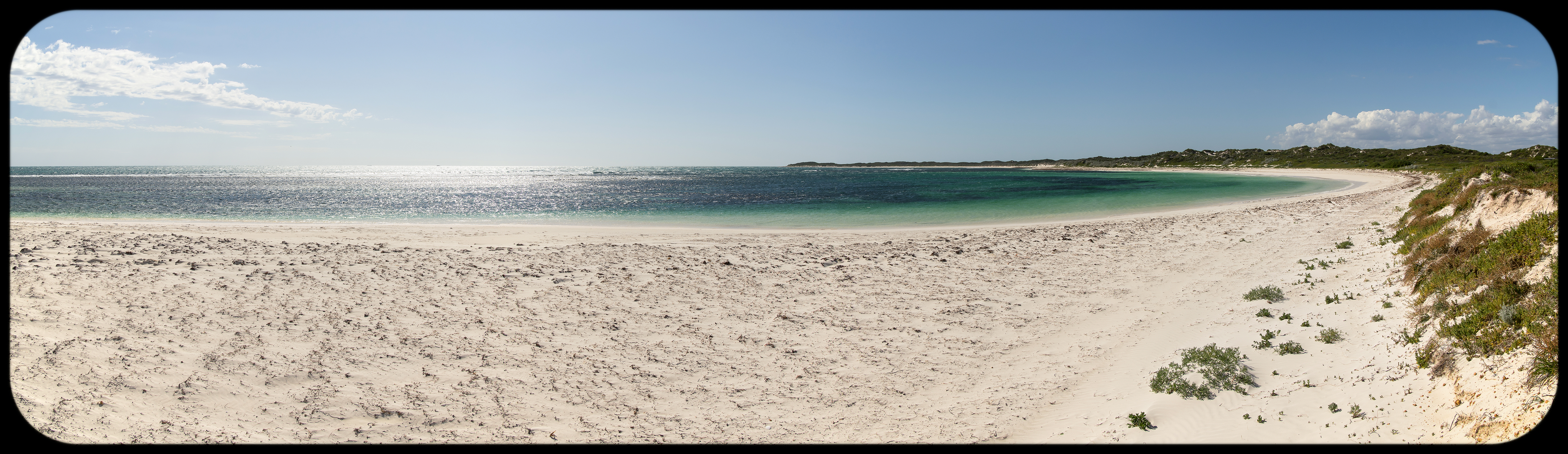
Plage à Hangover Bay